# Concorso polifonico Guido d'Arezzo
Il concorso polifonico Guido d'Arezzo  è un concorso di canto corale la cui prima edizione risale al 1952.
Il concorso è intitolato a Guido Monaco celebre cittadino aretino e padre della notazione musicale moderna utilizzata ancora oggi.
Attualmente la manifestazione comprende un Concorso Nazionale ed un Concorso Internazionale. Il concorso internazionale fa parte del Gran premio europeo di canto corale assieme ai concorsi corali di Maribor (Slovenia), Debrecen (Ungheria), Tours (Francia), Varna (Bulgaria) e Tolosa (Spagna).
Il coro vincitore del Concorso Nazionale è ammesso di diritto al Concorso Internazionale l'anno successivo, il vincitore del Concorso Internazionale Guido d'Arezzo partecipa di diritto al Gran premio europeo di canto corale contendendosi il prestigioso titolo a livello mondiale con i vincitori assoluti dei sei concorsi internazionali di canto corale.

## Storia
A partire dal 1952 l'Associazione Amici della Musica di Arezzo ha dato inizio al Concorso Polifonico Internazionale Guido d'Arezzo, dal 1974 al Concorso Internazionale di Composizione Guido d'Arezzo, e dal 1984 Il Concorso Polifonico Nazionale Guido d'Arezzo.
Nel 1962 per il decennale del concorso presenziò al concorso Amintore Fanfani, allora Presidente del consiglio dei ministri, e il Presidente della Repubblica Antonio Segni.
Il 25 agosto 1983 è stata legalmente costituita la Fondazione Guido d'Arezzo per iniziativa congiunta della Regione Toscana, del Comune di Arezzo e della Provincia di Arezzo e dell'Associazione Amici della Musica di Arezzo ed ha ottenuto il riconoscimento della personalità giuridica privata con decreto del Presidente della Giunta Regionale Toscana del 25 luglio 1984. La Fondazione ha iniziato la propria attività nel 1985, collegandosi all'attività precedente e dando vita a ulteriori iniziative culturali legate alla coralità internazionale.
Il Concorso Polifonico Internazionale Guido d'Arezzo costituisce, dal 1953, il più importante palcoscenico per le espressioni corali del mondo intero: un ventaglio incomparabile di repertori, stili, autori. Per gli oggettivi e severi criteri di ordinamento artistico e organizzativo che lo governano, per la sua organica selettività, il Concorso Polifonico Internazionale Guido d'Arezzo è prezioso stimolo ad una rigorosa ricerca interpretativa fondata su qualificati criteri filologici. Accanto ad esso, ed oggi come suo corollario integrativo e interattivo, si svolge l'annuale Concorso Internazionale di Composizione Guido d'Arezzo. La sua importanza nasce dalla funzione di stimolo esercitata nei confronti dei compositori d'oggi ai fini dell'arricchimento e della qualificazione dei repertori corali nel versante della musica contemporanea. Così che fino ad oggi sono pervenute alla Fondazione più di duemila opere di compositori di tutto il mondo.
Prendendo spunto dalle celebrazioni per il Millenario di Guido d'Arezzo celebrato da un Comitato Nazionale istituito dal Ministero per i Beni e le Attività Culturali, a partire dal 2000 la Fondazione Guido d'Arezzo ha istituito un Centro Studi Guidoniani a cui fanno capo attività culturali, di ricerca, editoriali e convegnistiche.

## Concorso Polifonico Nazionale Guido d'Arezzo
Il Concorso Polifonico Nazionale è stato istituito dalla Fondazione Guido d'Arezzo nel 1984, i primi classificati al Nazionale sono ammessi di diritto al Concorso Polifonico Internazionale Guido d'Arezzo dell'anno successivo.
Dal 1997 al 2000 le sezioni sono Cori misti e Cori a voci pari (maschili e femminili).
Dal 2001 viene istituita la sezione Polifonia che comprende i cori misti, maschili, femminili e gruppi vocali.
Dal 2013 viene istituita la sezione Voci bianche.
Dal 2016 viene istituita la sezione Gruppi (Ensemble) vocali.
Dal 2021 viene istituito il Gran Premio Guido d'Arezzo cui sono ammessi, come nel Concorso Internazionale, i vincitori del primo premio di ciascuna categoria.
| anno          | Coro                                                          | Direttore           | Città di provenienza | Categoria                  |
| ------------- | ------------------------------------------------------------- | ------------------- | -------------------- | -------------------------- |
| 1990          | Complesso Vocale di Nuoro                                     | Franca Floris       | Nuoro                | Polifonia                  |
| 1997          | premio non assegnato                                          |                     |                      | Cori misti                 |
| 1997          | premio non assegnato                                          |                     |                      | Cori a voci pari           |
| 1998          | Coro Costanzo Porta                                           | Antonio Greco       | Cremona              | Cori misti                 |
| 1998          | premio non assegnato                                          |                     |                      | Cori a voci pari           |
| 1999          | categoria soppressa                                           |                     |                      | Cori misti                 |
| 1999          | categoria soppressa                                           |                     |                      | Cori a voci pari           |
| 2000 ex aequo | Coro Polifonico Città di Bastia                               | Roberto Tofi        | Bastia               | Cori misti                 |
| 2000 ex aequo | Coro polifonico Santa Cecilia                                 | Paolo Piana         | Piazzola sul Brenta  | Cori misti                 |
| 2000          | Gruppo Vocale Femminile Kamenes InCanto                       | Gabriella Rossi     | Perugia              | Cori a voci pari           |
| 2001 ex aequo | Cantori di Santomio                                           | Piergiorgio Righele | Malo                 | Polifonia                  |
| 2001 ex aequo | Hesperimenta Vocal Ensemble                                   | Lorenzo Donati      | Arezzo               | Polifonia                  |
| 2002          | categoria soppressa                                           |                     |                      | Polifonia                  |
| 2003          | Ars Cantica Choir                                             | Marco Berrini       | Milano               | Polifonia                  |
| 2004          | Coro Città di Roma                                            | Mauro Marchetti     | Roma                 | Polifonia                  |
| 2005          | Ensemble Vocale Calycanthus                                   | Pietro Ferrario     | Parabiago            | Polifonia                  |
| 2006          | non assegnato                                                 |                     |                      | Polifonia                  |
| 2007          | Coro polifonico del Centro Universitario Musicale di Cagliari | Onofrio Figliola    | Cagliari             | Polifonia                  |
| 2008          | non assegnato                                                 |                     |                      | Polifonia                  |
| 2009          | Coro Città di Roma                                            | Mauro Marchetti     | Roma                 | Polifonia                  |
| 2010          | Vocalia Consort                                               | Marco Berrini       | Roma                 | Polifonia                  |
| 2011          | Coro da Camera di Varese                                      | Gabriele Conti      | Varese               | Polifonia                  |
| 2012          | Coro da Camera di Torino                                      | Dario Tabbia        | Torino               | Polifonia                  |
| 2013          | Bodeča Neža                                                   | Mateja Černic       | Monte San Michele    | Polifonia                  |
| 2014          | Coro Femminile Eos                                            | Fabrizio Barchi     | Roma                 | Polifonia                  |
| 2015          | Libercantus Ensemble                                          | Vladimiro Vagnetti  | Perugia              | Polifonia                  |
| 2016          | Genova Vocal Ensemble                                         | Roberta Paraninfo   | Genova               | Gruppi Vocali              |
| 2016          | non assegnato                                                 |                     |                      | Cori voci pari             |
| 2016          | non assegnato                                                 |                     |                      | Cori misti                 |
| 2017          | Coro Polifonico San Biagio                                    | Francesco Grigolo   | Montorso Vicentino   | Cori misti                 |
| 2017          | Gruppo Vocale Vikra                                           | Petra Grassi        | Trieste              | Cori a voci pari           |
| 2017          | Coro Voci Bianche Garda Trentino                              | Enrico Miaroma      | Riva del Garda       | Cori di voci bianche       |
| 2017          | non assegnato                                                 |                     |                      | Ensemble vocali            |
| 2018          | Coro Giovanile Emil Komel                                     | David Bandelj       | Gorizia              | Cori misti                 |
| 2018          | Coro Artemusica                                               | Debora Bria         | Valperga             | Cori a voci pari           |
| 2018          | Coro Artemusica                                               | Debora Bria         | Valperga             | Cori di voci bianche       |
| 2018          | non assegnato                                                 |                     |                      | Ensemble vocali            |
| 2019          | Coro Giovanile Effetti Sonori                                 | Elisa Pasquini      | Foiano della Chiana  | Cori misti                 |
| 2019          | Coro Giovanile With Us                                        | Camilla Di Lorenzo  | Roma                 | Cori a voci pari           |
| 2019          | Coro Audite Nova                                              | Gianna Visintin     | Staranzano           | Cori di voci bianche       |
| 2019          | non assegnato                                                 |                     |                      | Ensemble vocali            |
| 2020          | Concorso annullato causa pandemia COVID 19                    |                     |                      |                            |
| 2021          | Coro Accademia Alma Vox                                       | Alberto De Sanctis  | Roma                 | Cori misti                 |
| 2021          | Ensemble InContrà                                             | Roberto Brisotto    | Fontanafredda        | Ensemble vocali            |
| 2021          | Ensemble InContrà                                             | Roberto Brisotto    | Fontanafredda        | Gran Premio Guido d'Arezzo |

## Concorso Polifonico Internazionale Guido d'Arezzo
La sessione internazionale del concorso Guido d'Arezzo è la più antica, fondata nel 1952. La sessione si articola in più categorie, i migliori classificati di ogni categoria sono ammessi di diritto a partecipare al Gran Premio Città di Arezzo, un'ulteriore competizione (grand prix) tra i cori migliori, il cui vincitore ha il diritto di partecipazione all'edizione successiva del Gran premio europeo di canto corale, la più importante competizione corale mondiale che si svolge a turno nelle città di Maribor (Slovenia), Debrecen (Ungheria), Tours (Francia), Varna (Bulgaria) e Tolosa (Spagna).

## Concorso Polifonico Internazionale Guido d'Arezzo - Gran Premio Città di Arezzo
Il seguente elenco è l'albo d'oro dei vincitori degli ultimi anni del Gran Premio Città di Arezzo.
| anno | Coro                                              | Paese d'origine |
| ---- | ------------------------------------------------- | --------------- |
| 2001 | University of the Philippines Singing Ambassadors | Filippine       |
| 2002 | Norwegian Youth Choir                             | Filippine       |
| 2003 | Ars Cantica Choir                                 | Italia          |
| 2004 | Kammerkoret Nova                                  | Norvegia        |
| 2005 | Cantemus Gyermekkar                               | Ungheria        |
| 2006 | Schola Cantorum Coralina                          | Cuba            |
| 2007 | Chœur National Des Jeunes a Cœur Joie             | Francia         |
| 2008 | Coro El leon de oro                               | Spagna          |
| 2009 | Vokalna Akademija                                 | Slovenia        |
| 2010 | Svenska Kammarkören                               | Svezia          |
| 2011 | Chamber Choir Vox Gaudiosa                        | Giappone        |
| 2012 | APZ Tone Tomšič                                   | Slovenia        |
| 2013 | New Dublin Voices                                 | Irlanda         |
| 2014 | OREYA                                             | Ucraina         |
| 2015 | Lautitia Mixed Youth Choir                        | Ungheria        |
| 2016 | Philippine Madrigal Singers                       | Filippine       |
| 2017 | Beijing Philharmonic Choir                        | Cina            |
| 2018 | University of the Philippines Singing Ambassadors | Filippine       |
| 2019 | Padjadjaran University Choir                      | Indonesia       |
| 2022 | En Kör                                            | Svezia          |
| 2023 | Coro da Camera di Torino                          | Italia          |